# 석실서원

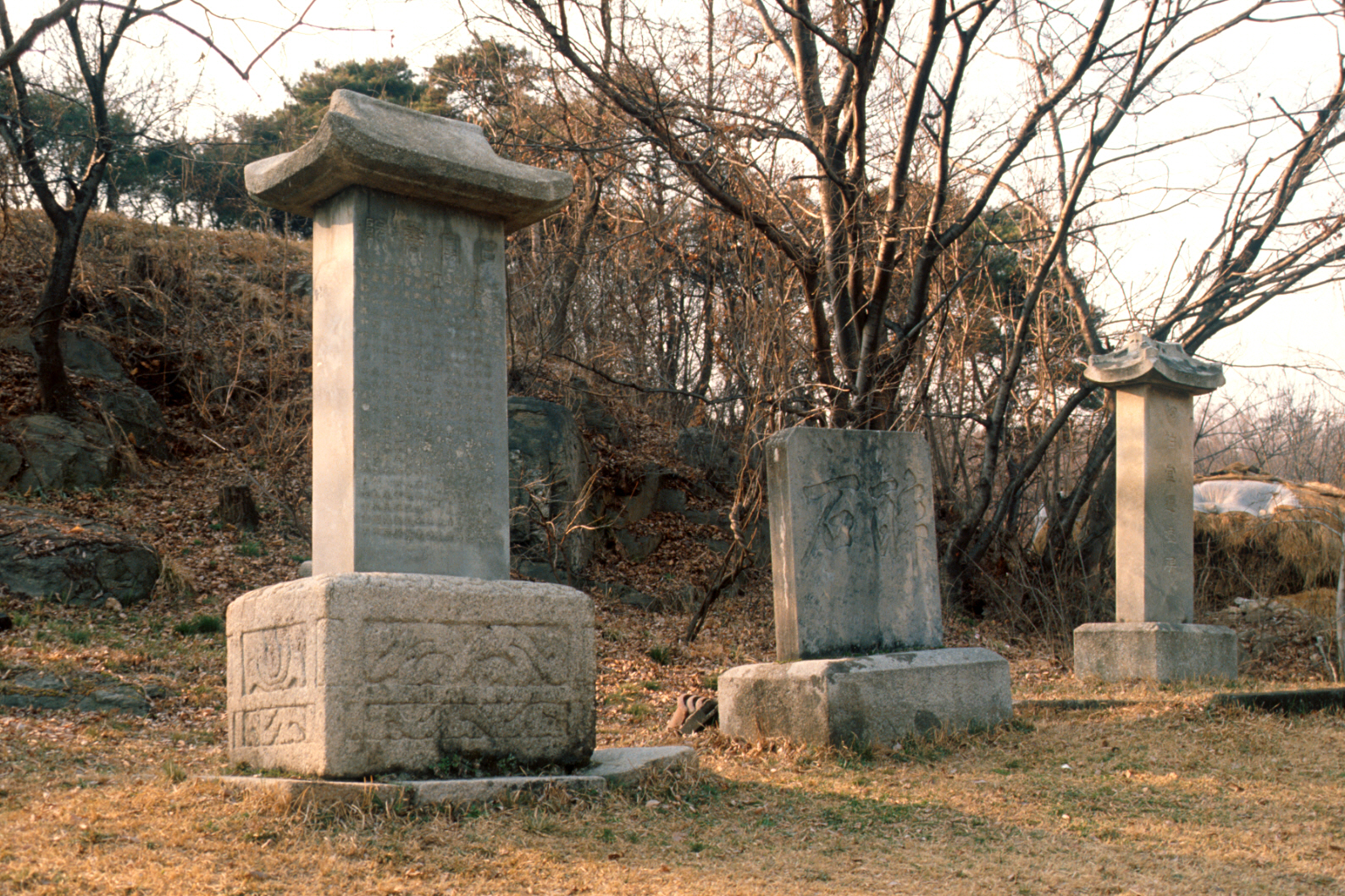

석실서원(石室書院)은 대한민국 경기도 남양주에 소재한 신 안동 김씨의 서원이다. 1654년에 김상용, 김상헌 형제를 배향한 석실사가 그 시초로, 1663년에 사액되었다. 이후 김상헌의 후손들이 서원 교육을 담당하며 북벌론의 재야 중심이 되었다.
철종 대에 들어 김창흡, 김원행, 김이안, 김창집, 김조순 등 신 안동 김씨들이 줄줄이 배향되어 신 안동 김씨의 서원이 되었다.
석실서원은 조선 후기 서울과 경기의 노론 학풍을 이끌었던 공간으로 한국 교육의 매우 중요한 역사이다.

## 참고 자료
- 석실서원 - 한국서원연합회